# Jordi Jordan Farnós
Jordi Jordan Farnós (Tortosa, 13 de febrer de 1983) és un historiador i polític català, exdiputat al Parlament de Catalunya en la XIII legislatura i actualment des del 17 de juny del 2023 és alcalde de Tortosa, fruit del pacte de (Movem-PSC)-ERC-CUP.

## Biografia
Llicenciat en Història per la Universitat de Barcelona; màster en Estudis Culturals Mediterranis per la Universitat Rovira i Virgili i postgrau en Idees i Experiències Polítiques Transformadores per la Universitat Autònoma de Barcelona. És Professor de Geografia i Història a l'Institut de Tortosa i professor associat del departament d'Història i Història de l'Art de la Universitat Rovira i Virgili.
El 2011 fou elegit regidor a l'Ajuntament de Tortosa per Iniciativa-Entesa per Tortosa; el 2015 cofunda Movem Tortosa i es presenta com a alcaldable. El 2019 es tornà a presentar i es va convertir en la segona força del municipi, passant d'un 16% a un 21% dels vots.
El 14 de febrer de 2021 és elegit Diputat al Parlament de Catalunya després que Movem Terres de l'Ebre s'aliï amb Catalunya en Comú i el proposi com a cap de llista de la demarcació de Tarragona. En aquesta legislatura serà el portaveu del grup parlamentari d'ECP a les comissions d'Educació i de Justícia.
Es presentà de nou com a alcaldable a les eleccions municipals de 2023, esdevenint alcalde el 17 de juny, fruit del pacte de (Movem PSC)-ERC-CUP.

## Publicacions
Ha publicat el “Perquè de la vegueria ebrenca”, Onada Edicions, 2010, un estudi que pretén repassar la història politicoadministrativa de les Terres de l'Ebre com a territori des de l'època dels ilercavons fins avui dia recordant els seus vincles amb el Matarranya i el Maestrat.